# Осень патриарха
«Осень патриарха» (исп. El otoño del patriarca) — роман колумбийского писателя Габриэля Гарсиа Маркеса. Произведение представляет собой обобщённую историю о катастрофических последствиях концентрации власти в руках одного человека.
Прообразом несменяемого диктатора, который находился у власти более 100 лет, стали несколько реальных глав государств Латинской Америки: Хуан Висенте Гомес (Венесуэла), Херардо Мачадо и Фульхенсио Батиста (Куба), Порфирио Диас (Мексика), Гаспар Франсиа (Парагвай) и т. д.

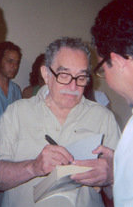
Гарсиа Маркес подписывает книги в Гаване, Куба

## История создания
Гарсиа Маркес начал писать это произведение в 1968 году и утверждал, что завершил его в 1971 году. Однако он продолжил править роман (по словам автора, он переделывал роман пятнадцать раз), окончательно закончив работу в 1975 году. При этом книга сначала продавалась плохо — читателю она казалась слишком непохожей на «Сто лет одиночества».
На русский язык впервые был переведён переводчиками в 1977 году Карлосом Шерманом и Валентином Тарасом.

## Сюжет
Роман в гротескной форме повествует о жизни патриарха — латиноамериканского диктатора, президента, который по сути является обобщённым образом всех реально существовавших тиранов. По замыслу автора, герой является воплощением самой идеи власти, при этом описан в очень фантасмагоричном и абсурдном виде. Реальные факты биографии президента сведены к минимуму: он родился в первой половине XIX века, носит имя Сакариас; его мать, бедную птичницу, зовут Бендисьон Альварадо; президентом его сделали американские военные; дата смерти точно неизвестна.
Рассказ о жизни президента складывается из множества сплетен, историй, легенд, которые якобы происходили с ним. Но автор часто противопоставляет эти сведения друг другу, и непонятно, где правда, а где вымысел.
Книга написана длинными абзацами с расширенными предложениями. Мысли генерала передаются читателю в запутанных предложениях, которые передают его отчаяние и одиночество наряду с жестокостями и безжалостным поведением, которые удерживают его у власти.
Одним из самых поразительных аспектов книги является то, что в ней акцент делается на богоподобном статусе главного героя и на непостижимом трепете и уважении, с которыми его люди относятся к нему. Диктаторам и сильным деятелям, таким как Франко, Сомоса и Трухильо, удалось удержать власть над населением своих стран, несмотря на внутреннее политическое давление. Гарсиа Маркес символизирует это обнаружением трупа диктатора в президентском дворце.
Гарсиа Маркес издевается над практикой присвоения высоких воинских званий молодым наследникам автократов и над чрезмерными расходами их семей и друзей. Нарисован пугающе точный портрет директора разведки, который руководит каждым движением генерала и создает аппарат террора и политических репрессий.

## Главные герои
- Диктатор, или Патриарх, — пожилой генерал, не помнящий своего возраста и выучивший грамоту лишь в преклонном возрасте. Он пришёл к власти после военного переворота, финансируемого американцами. Люди видят в нём легенду. Он использует насильственные методы для того, чтобы заставить соблюдать свои законы. Его имя, Сакариас, упоминается только один раз за всю историю.

- Бендисьон Альварадо — мать диктатора. Она жила в бедности и зарабатывала на жизнь раскрашиванием птиц для продажи на рынке, даже не подозревая, что она одна из самых богатых женщин на планете, поскольку её сын зарегистрировал на её имя то, что приобрёл в государственных компаниях. После её смерти генерал провозглашает её гражданскую канонизацию и называет её покровителем нации, хранителем больных и учителем птиц, объявляя национальный праздник в день её рождения, известный с тех пор как Святое Благословение птиц Альварадо.

- Летиция Назарено — её генерал выбирает своей спутницей в тот день, когда изгоняет всех верующих страны после разрыва отношений со Святым Престолом и экспроприации собственности церкви. Летиция становится его любовницей и женой, оказывая большое влияние на решения генерала. По этой причине она вызывает антипатию властных кругов и населения в целом, что приводит к заговору против неё и к тому, что её вместе с её маленьким сыном съедают дрессированные собаки.

- Мануэла Санчес — молодая девушка, в которую генерал влюбляется, и которую хочет превратить в свою любовницу. Мануэла без объяснения причин исчезает, находясь на крыше своего дома рядом с диктатором, пока они наблюдают за солнечным затмением.

- Патрисио Арагонес — человек, физически идентичный генералу, его двойник. Он умирает после покушения, от отравленной стрелы. Затем его тело забирает генерал и одевает в свою одежду, чтобы имитировать свою смерть.

- Сатурно Сантос — легендарный индеец, который защищает генерала своим мачете.

- Хосе Игнасио Саенс де ла Барра — потомок креольской аристократии, отстранённой от власти гражданскими войнами. Этот персонаж обозначен как глава разведывательных служб и репрессивного аппарата государства (включая тайную полицию). Он был третьим персонажем, получившим огромную власть после Родриго де Агилара и Летиции Назарено. В конце концов его пытают, убивают и подвешивают к фонарю на Пласа-де-Армас по приказу самого генерала.

- Родриго де Агилар — полковник, долгое время пользовавшийся всеми полномочиями, предоставленными диктатором, пока его измена не была доказана.

## Популярность
- Одноимённая опера по произведению «Осень патриарха» была поставлена Джорджо Баттистелли (либретто Готхарта Куппеля) в 2004 году в Бременском театре. В шести музыкальных актах композитор и режиссер Розамунд Гилмор показывает извращение власти, садизм, насилие и разрушение как танец смерти.
- Согласно исследованию Испанского книжного института, «Осень патриарха» была самой популярной книгой, проданной в Испании в 1975 году[2]